# حسام كمال
حسام كمال (5 يونيو 1994) ممثل مصري .

## عن حياته
خريج كلية الاداب قسم تاريخ جامعة القاهرة ’ التحق بالمسرح الجامعي وهو الخطوة الاولي التي شاهدت بدايته .

## أعماله

### في المسلسلات
- أريد رجلًا ج2
- دكتور أمراض نسا
- فرق توقيت

## روابط خارجية
- حسام كمال على موقع الدهليز
- حسام كمال على موقع قاعدة بيانات الأفلام العربية